# Kūh-e Haftād Qolleh
Kūh-e Haftād Qolleh (persiska: کوه هفتاد قله) är ett berg i Iran.   Det ligger i provinsen Markazi, i den centrala delen av landet, 210 km sydväst om huvudstaden Teheran. Toppen på Kūh-e Haftād Qolleh är 2 686 meter över havet, eller 98 meter över den omgivande terrängen. Bredden vid basen är 0,44 km.
Terrängen runt Kūh-e Haftād Qolleh är huvudsakligen kuperad.Runt Kūh-e Haftād Qolleh är det ganska glesbefolkat, med 25 invånare per kvadratkilometer. Trakten runt Kūh-e Haftād Qolleh består i huvudsak av gräsmarker.